# Natação no Campeonato Mundial de Esportes Aquáticos de 2013 - 200 m peito feminino
A prova dos 200 metros peito feminino da natação no Campeonato Mundial de Esportes Aquáticos de 2013 ocorreu nos dias 1 de agosto e 2 de agosto no Palau Sant Jordi  em Barcelona.

## Recordes
Antes desta competição, os recordes mundiais e do campeonato nesta prova eram os seguintes:
| Tipo                  | Atleta         | Tempo   | Local   | Data                |
| --------------------- | -------------- | ------- | ------- | ------------------- |
|                       | Rebecca Soni   | 2:19.59 | Londres | 2 de agosto de 2012 |
| Recorde do campeonato | Annamay Pierse | 2:20.12 | Roma    | 30 de julho de 2009 |

Os seguintes novos recordes foram estabelecidos durante esta competição. 
| Data        | Prova       | Nadadora              | Nacionalidade | Tempo   | Recordes |
| ----------- | ----------- | --------------------- | ------------- | ------- | -------- |
| 1 de agosto | Semifinal 1 | Rikke Møller Pedersen | Dinamarca     | 2:19.11 | ,        |

## Medalhistas
| Ouro                  | Prata                       | Bronze               |
| Yuliya Yefimova (RUS) | Rikke Møller Pedersen (DEN) | Micah Lawrence (USA) |

## Resultados

### Eliminatórias
Esses foram os resultados das eliminatórias.
| Pos. | Bateria | Raia | Nadadora                  | Nacionalidade  | Tempo   | Notas            |
| ---- | ------- | ---- | ------------------------- | -------------- | ------- | ---------------- |
| 1    | 2       | 5    | Micah Lawrence            | Estados Unidos | 2:21.74 | Q                |
| 2    | 4       | 4    | Rikke Møller Pedersen     | Dinamarca      | 2:22.20 | Q                |
| 3    | 2       | 4    | Yuliya Yefimova           | Rússia         | 2:23.13 | Q                |
| 4    | 4       | 5    | Rie Kaneto                | Japão          | 2:23.91 | Q                |
| 5    | 2       | 6    | Marina García             | Espanha        | 2:24.21 | Q                |
| 6    | 3       | 6    | Viktoriya Solnceva        | Ucrânia        | 2:24.65 | Q,               |
| 7    | 3       | 2    | Shi Jinglin               | China          | 2:25.73 | Q                |
| 8    | 3       | 5    | Martha McCabe             | Canadá         | 2:25.91 | Q                |
| 9    | 3       | 7    | Jessica Vall              | Espanha        | 2:26.62 | Q                |
| 10   | 4       | 3    | Breeja Larson             | Estados Unidos | 2:26.90 | Q                |
| 11   | 3       | 4    | Satomi Suzuki             | Japão          | 2:27.31 | Q                |
| 12   | 3       | 3    | Sally Foster              | Austrália      | 2:27.41 | Q                |
| 13   | 2       | 7    | Back Su-Yeon              | Coreia do Sul  | 2:27.47 | Q                |
| 14   | 2       | 3    | Yang Ji-Won               | Coreia do Sul  | 2:27.78 | Q                |
| 15   | 3       | 8    | Jenna Laukkanen           | Finlândia      | 2:28.04 | Q,               |
| 16   | 4       | 7    | Hrafnhildur Lúthersdóttir | Islândia       | 2:28.12 | Q                |
| 17   | 4       | 8    | Hannah Miley              | Reino Unido    | 2:28.15 |                  |
| 18   | 4       | 1    | Martina Moravčíková       | Chéquia        | 2:28.35 | Recorde nacional |
| 19   | 4       | 6    | Joline Hostman            | Suécia         | 2:28.41 |                  |
| 20   | 2       | 8    | Fiona Doyle               | Irlanda        | 2:30.49 | Recorde nacional |

| Ver o restante da classificação | Ver o restante da classificação | Ver o restante da classificação | Ver o restante da classificação | Ver o restante da classificação | Ver o restante da classificação | Ver o restante da classificação |
| Pos.                            | Bateria                         | Raia                            | Nadadora                        | Nacionalidade                   | Tempo                           | Notas                           |
| ------------------------------- | ------------------------------- | ------------------------------- | ------------------------------- | ------------------------------- | ------------------------------- | ------------------------------- |
| 21                              | 4                               | 2                               | Tera van Beilen                 | Canadá                          | 2:31.34                         |                                 |
| 22                              | 2                               | 1                               | Alia Atkinson                   | Jamaica                         | 2:31.49                         |                                 |
| 23                              | 1                               | 5                               | Siow Yi Ting                    | Malásia                         | 2:31.99                         |                                 |
| 24                              | 1                               | 4                               | Samantha Yeo                    | Singapura                       | 2:32.55                         |                                 |
| 25                              | 2                               | 9                               | Esther González                 | México                          | 2:32.82                         |                                 |
| 26                              | 4                               | 9                               | Julia Sebastián                 | Argentina                       | 2:32.88                         |                                 |
| 27                              | 3                               | 9                               | Alona Ribakova                  | Letônia                         | 2:33.07                         |                                 |
| 28                              | 1                               | 6                               | Maria Romanjuk                  | Estónia                         | 2:33.48                         | Recorde nacional                |
| 29                              | 2                               | 0                               | Raminta Dvariškytė              | Lituânia                        | 2:33.84                         |                                 |
| 30                              | 2                               | 2                               | Hanna Dzerkal                   | Ucrânia                         | 2:34.06                         |                                 |
| 31                              | 1                               | 3                               | Tara-Lynn Nicholas              | África do Sul                   | 2:34.41                         |                                 |
| 32                              | 4                               | 0                               | Ioana Alexandra Popa            | Roménia                         | 2:34.66                         |                                 |
| 33                              | 1                               | 2                               | Daniela Lindemeier              | Namíbia                         | 2:37.47                         | Recorde nacional                |
| 34                              | 1                               | 7                               | Irene Chrysostomou              | Chipre                          | 2:39.65                         |                                 |
| 35                              | 1                               | 8                               | Barbara Vali-Skelton            | Papua-Nova Guiné                | 2:47.99                         |                                 |
| 36                              | 1                               | 0                               | Anum Bandey                     | Paquistão                       | 2:55.65                         | Recorde nacional                |
| 37                              | 3                               | 0                               | Lisa Zaiser                     | Áustria                         | 99.98                           | DSQ                             |
| 38                              | 1                               | 1                               | Ngô Thị Ngọc Quỳnh              | Vietname                        | 99.99                           | DNS                             |
| 38                              | 3                               | 1                               | Caroline Ruhnau                 | Alemanha                        | 99.99                           | DNS                             |

### Semifinal
Esses foram os resultados das semifinais.
Semifinal 1
| Pos. | Raia | Nadadora                  | Nacionalidade  | Tempo   | Notas |
| ---- | ---- | ------------------------- | -------------- | ------- | ----- |
| 1    | 4    | Rikke Møller Pedersen     | Dinamarca      | 2:19.11 | Q, ,  |
| 2    | 5    | Rie Kaneto                | Japão          | 2:23.28 | Q     |
| 3    | 7    | Sally Foster              | Austrália      | 2:24.14 | Q     |
| 4    | 3    | Viktoriya Solnceva        | Ucrânia        | 2:24.19 | Q,    |
| 5    | 6    | Martha McCabe             | Canadá         | 2:24.68 | Q     |
| 6    | 2    | Breeja Larson             | Estados Unidos | 2:26.22 |       |
| 7    | 1    | Yang Ji-Won               | Coreia do Sul  | 2:27.67 |       |
| 8    | 8    | Hrafnhildur Lúthersdóttir | Islândia       | 2:29.30 |       |

Semifinal 2
| Pos. | Raia | Nadadora        | Nacionalidade  | Tempo   | Notas |
| ---- | ---- | --------------- | -------------- | ------- | ----- |
| 1    | 5    | Yuliya Yefimova | Rússia         | 2:19.85 | Q     |
| 2    | 3    | Marina García   | Espanha        | 2:22.88 | Q,    |
| 3    | 4    | Micah Lawrence  | Estados Unidos | 2:23.23 | Q     |
| 4    | 6    | Shi Jinglin     | China          | 2:25.52 |       |
| 5    | 1    | Back Su-Yeon    | Coreia do Sul  | 2:25.61 |       |
| 6    | 7    | Satomi Suzuki   | Japão          | 2:25.77 |       |
| 7    | 2    | Jessica Vall    | Espanha        | 2:27.00 |       |
| 8    | 8    | Jenna Laukkanen | Finlândia      | 2:29.86 |       |

### Final
Esse foi o resultado da final.
| Pos.              | Raia | Nadadora              | Nacionalidade  | Tempo   | Notas            |
| ----------------- | ---- | --------------------- | -------------- | ------- | ---------------- |
| Medalha de ouro   | 5    | Yuliya Yefimova       | Rússia         | 2:19.41 | Recorde nacional |
| Medalha de prata  | 4    | Rikke Møller Pedersen | Dinamarca      | 2:20.08 |                  |
| Medalha de bronze | 6    | Micah Lawrence        | Estados Unidos | 2:22.37 |                  |
| 4                 | 2    | Rie Kaneto            | Japão          | 2:22.96 |                  |
| 5                 | 1    | Viktoriya Solnceva    | Ucrânia        | 2:23.01 | Recorde nacional |
| 6                 | 3    | Marina García         | Espanha        | 2:23.55 |                  |
| 7                 | 7    | Sally Foster          | Austrália      | 2:24.01 |                  |
| 8                 | 8    | Martha McCabe         | Canadá         | 2:25.21 |                  |

Legenda
| Recorde mundial       | Recorde mundial (World record)               |                       | Recorde africano                      | Recorde africano (African) |                                           | Q | Classificado por posição (Qualified) |
| Recorde do campeonato | Recorde do campeonato (Championship record)  | Recorde da América    | Recorde da América (Americas)         | q                          | Classificado por melhor tempo (Qualified) |   |                                      |
| Melhor marca do ano   | Melhor marca do ano (World leading)          | Recorde asiático      | Recorde asiático (Asian)              | DNS                        | Não largou (Did not start)                |   |                                      |
| Recorde nacional      | Recorde nacional (National record)           | Recorde europeu       | Recorde europeu (European)            | DNF                        | Não terminou (Did not finish)             |   |                                      |
| Recorde pessoal       | Recorde pessoal do atleta (Personal best)    | Recorde da Oceania    | Recorde da Oceania (Oceania)          | DSQ / DQ                   | Desclassificado (Disqualified)            |   |                                      |
| Recorde da temporada  | Recorde da temporada do atleta (Season best) | Recorde sul-americano | Recorde sul-americano (South America) | NM                         | Sem marca (No mark)                       |   |                                      |